# Hospital zur Heiligen Dreifaltigkeit

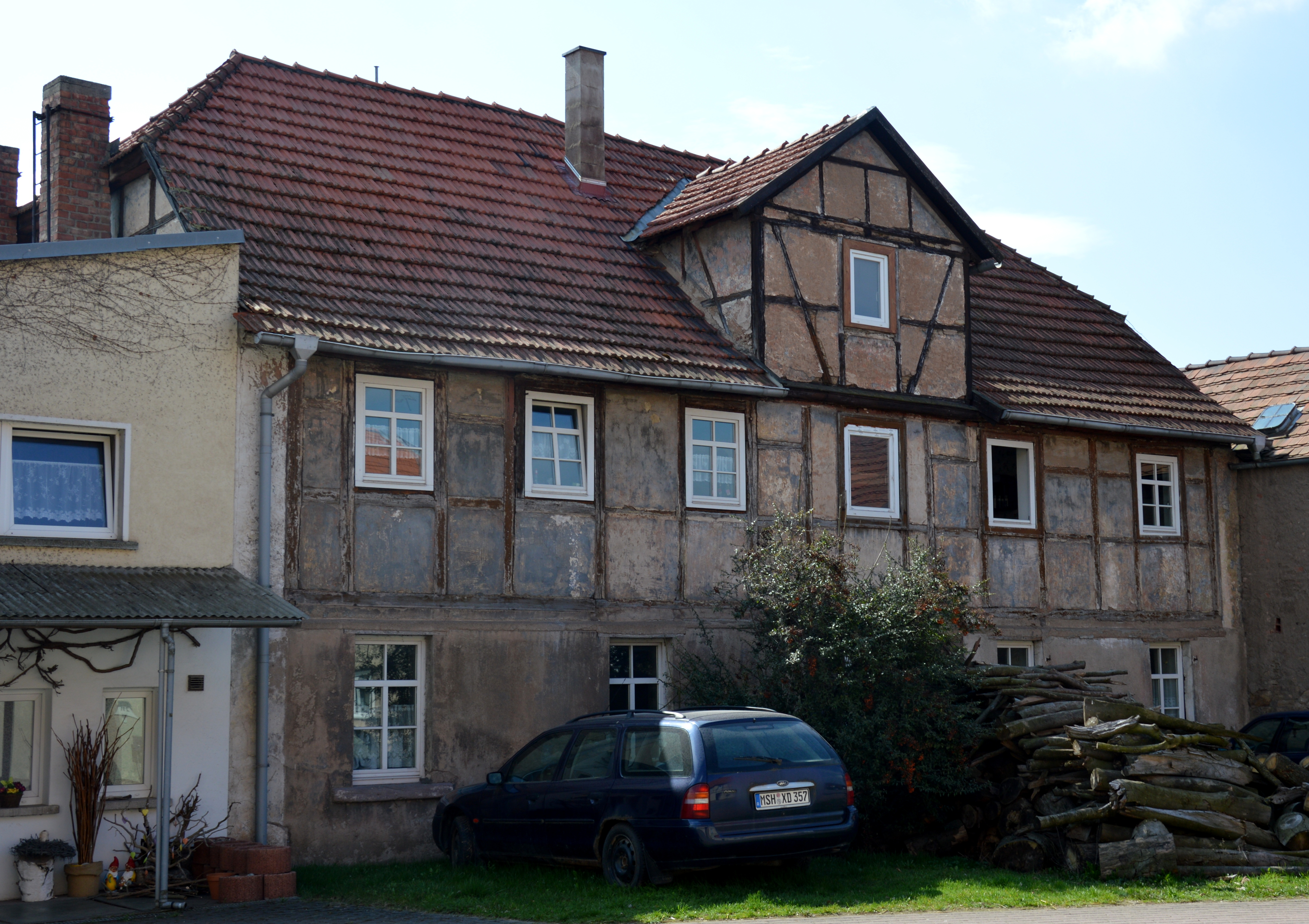
Hospital zur Heiligen Dreifaltigkeit, Blick auf die Nordseite

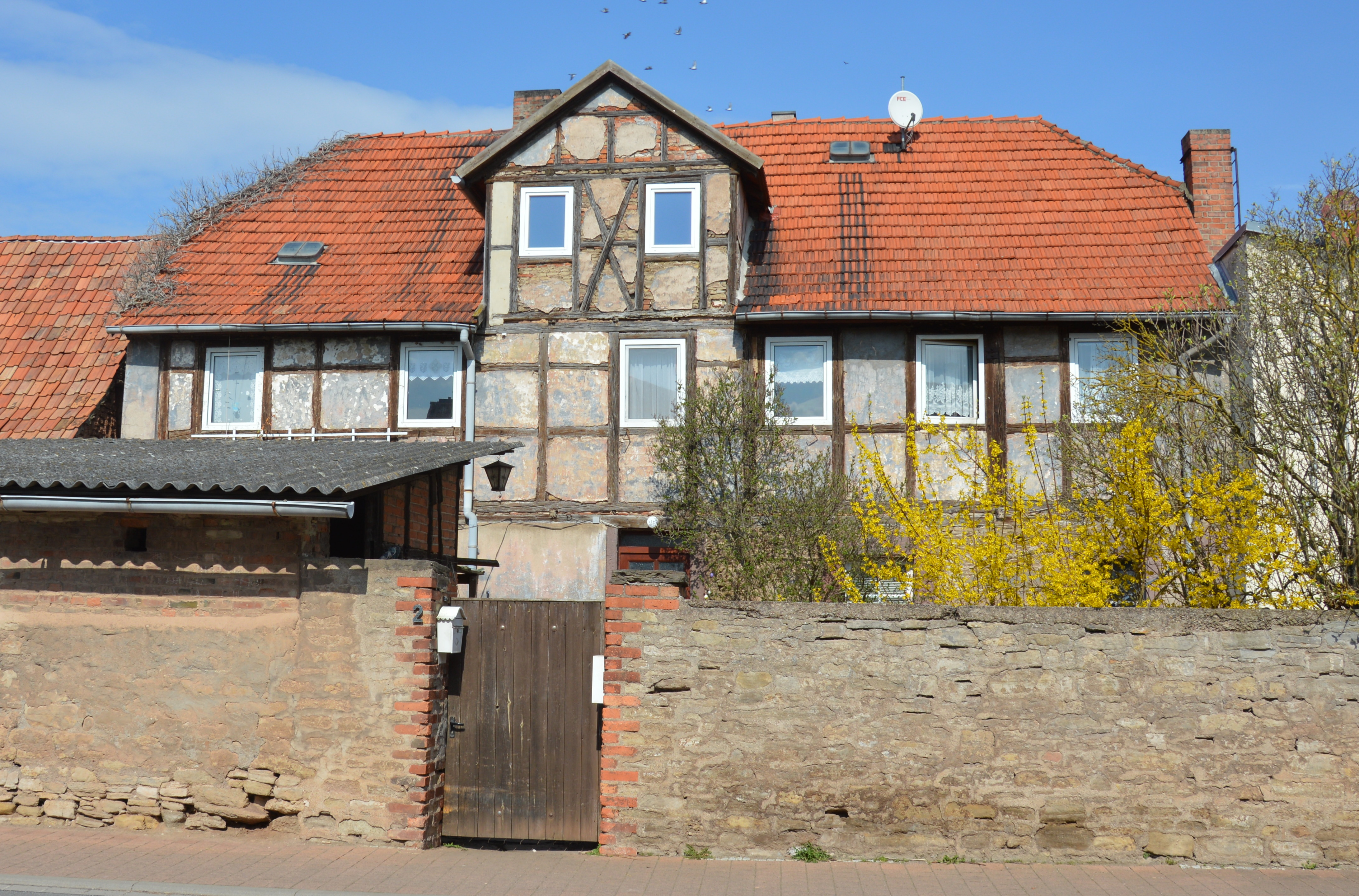
Südseite

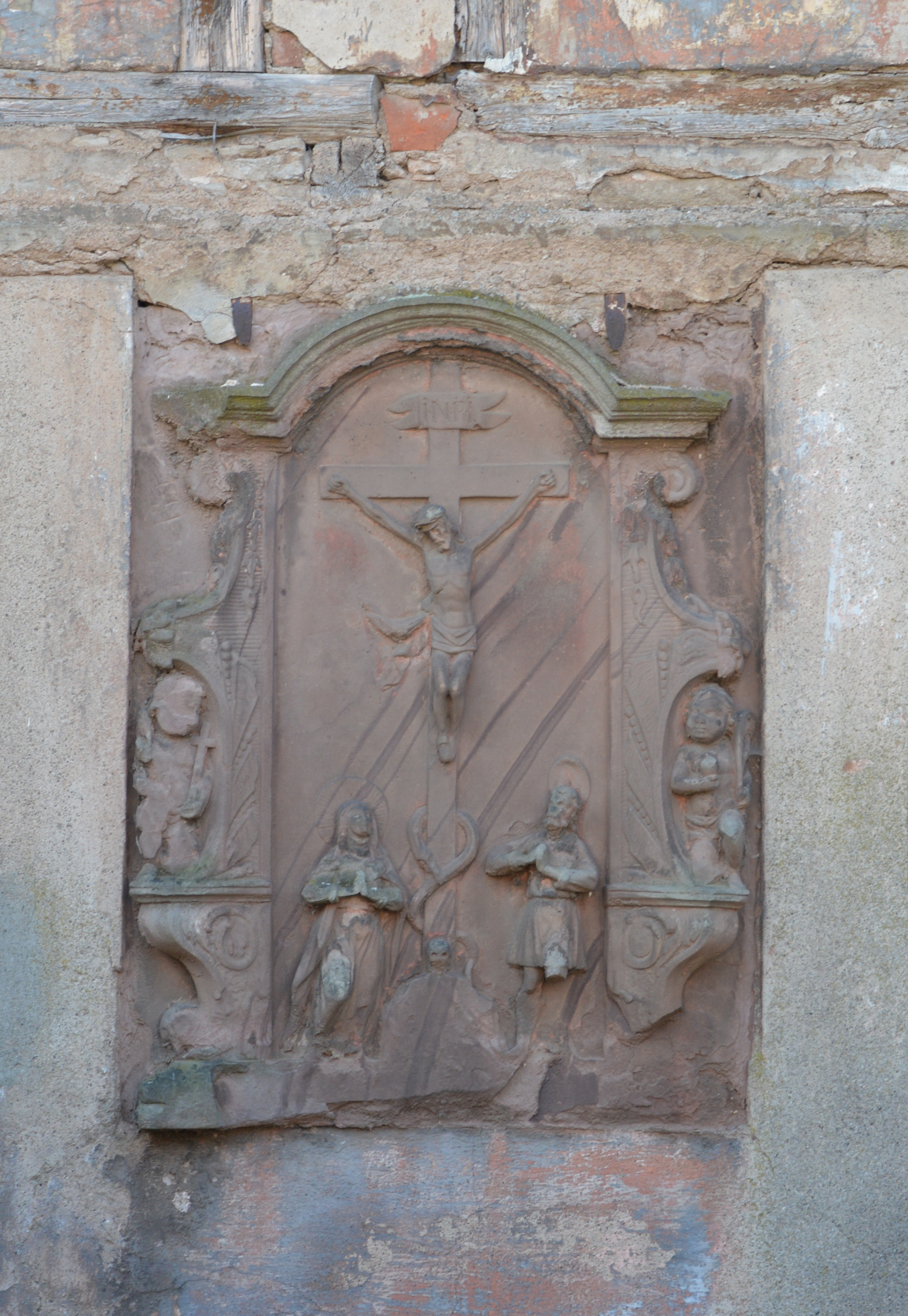
Sandsteinrelief

Das Hospital zur Heiligen Dreifaltigkeit ist ein denkmalgeschütztes Gebäude in Bennungen in der Gemeinde Südharz in Sachsen-Anhalt.

## Lage
Es befindet sich im nördlichen Teil des Dorfes, außerhalb des Ortskerns an der Adresse Hospitalstraße 2.

## Architektur und Geschichte
Das ehemals als Hospital genutzte zweigeschossige, traufständige Gebäude wurde im Jahr 1748 errichtet. Während das Erdgeschoss in massiver Bauweise aus Bruchsteinen entstand, ist das Obergeschoss in Fachwerk ausgeführt. Sowohl auf der Nord- als auch auf der Südseite des Dachs befindet sich je ein Zwerchhaus. An der Nordseite des Gebäudes befindet sich ein die Kreuzigung Christi darstellendes, aus Sandstein gefertigtes Relief, das ebenfalls bereits aus der ersten Hälfte des 18. Jahrhunderts stammt.
In der Zeit um 1800 und im Laufe des 19. Jahrhunderts erfolgten Umbaumaßnahmen.
Derzeit (Stand 2017) wird das Gebäude als Wohnhaus genutzt.
Im örtlichen Denkmalverzeichnis ist das Hospital seit dem 24. August 1995 unter der Erfassungsnummer 094 83389 als Baudenkmal verzeichnet. Das Gebäude gilt als erhaltener Hospitalbau im ländlichen Gebiet als ungewöhnlich und kulturell-künstlerisch sowie städtebaulich bedeutsam.